# Metoprolol
Metoprolol je beta blokator.

## Stereokemija
Metoprolol sadrži stereocentar i sastoji se od dva enantiomera. Ovo je racemat, tj. 1: 1 smjesa (R) - i (S) -form:
| Enantiomeri metoprolola | Enantiomeri metoprolola |
| ----------------------- | ----------------------- |
| CAS-Nummer: 81024-43-3  | CAS-Nummer: 81024-42-2  |

## Djelovanje
To je selektivni blokator beta1-adrenergičkih receptora u srcu. Snižava povišeni arterijski tlak i srčanu frekvenciju, a smanjuje također minutni volumen srca i koncentraciju renina u serumu. Metoprolol ne blokira beta2-receptore i zbog visoke selektivnosti smanjuje rizik od nastanka opstruktivnih respiratornih simptoma. Ne stabilizira staničnu membranu pa je manji rizik od ometanja rada srčanog mišića. U usporedbi s neselektivnim beta blokatorima, metoprolol u manjoj mjeri smanjuje periferni protok, manje blokira simpatičku reakciju na hipoglikemiju i manje ometa toleranciju glukoze. Tijekom liječenja metoprololom ne dolazi do poremećaja ravnoteže elektrolita.

## Primjena
Koristi se u liječenju svih vrsta hipertenzija, angine pectoris, aritmija (supraventrikulske tahiaritmije), u stanju nakon preboljelog infarkta srca (u hemodinamski stabilnih bolesnika), u dopunskom liječenju tireotoksikoze te za sprječavanje migrene. Djelotvorna dnevna doza iznosi 150 mg.
Metoprolol ne bi smjeli koristiti pacijenti koji boluju od AV-bloka II. i višega stupnja, zastojnog popuštanja srca, bradikardije i hipotenzije. Ne smije se primjenjivati niti kod kardiogenog šoka.

### Nuspojave
Unatoč selektivnosti metoprolola potreban je oprez pri liječenju bolesnika s bronhijalnom astmom. Kod takvih pacijenata se obično preporuča istodobna primjena beta2-agonista kao što je salbutamol. Također, oprez je potreban u dijabetičara i pacijenata s tireotoksikozom.
Moguće nuspojave jesu umor, omaglica, depresija, smetenost, glavobolja, nesanica, mučnina i povraćanje, bradikardija, hladni ekstremiteti, palpitacije, zastojno popuštanje srca, periferni otoci, hipotenzija te bronhospazam i dispneja.